# Sommer-Paralympics 2016/Teilnehmer (Hongkong)
| stlisierte Goldmedaille | stlisierte Silbermedaille | stlisierte Bronzemedaille |
| ----------------------- | ------------------------- | ------------------------- |
| 2                       | 2                         | 2                         |

Hongkong entsandte 15 Athletinnen und neun Athleten zu den Paralympischen Sommerspielen 2016 in Rio de Janeiro,  die in acht Sportarten antraten. Fahnenträgerin für Hongkong bei der Eröffnungsfeier war die Rollstuhlfechterin Yu Chui Yee.

## Medaillen

### Medaillenspiegel
| Rang   | Sportart         | Gold | Silber | Bronze | Gesamt |
| ------ | ---------------- | ---- | ------ | ------ | ------ |
| 1      | Boccia           | 1    | 0      | 0      | 1      |
| 1      | Schwimmen        | 1    | 0      | 0      | 1      |
| 3      | Rollstuhlfechten | 0    | 2      | 1      | 3      |
| 4      | Tischtennis      | 0    | 0      | 1      | 1      |
| Gesamt | Gesamt           | 2    | 2      | 2      | 6      |

## Teilnehmer nach Sportart

### Boccia
| Mixed                                                |            |                        |      |   |   |                  |               |               |               |               |               |    |
| Leung Mei Yee                                        | Einzel BC1 | M. Ibarbure            | 4:0  | 2 | 1 | Yoo W.-j.        | 0:10          | ausgeschieden | ausgeschieden | ausgeschieden | ausgeschieden | 5  |
| Leung Mei Yee                                        | Einzel BC1 | J. Prado               | 0:6  | 2 | 1 | Yoo W.-j.        | 0:10          | ausgeschieden | ausgeschieden | ausgeschieden | ausgeschieden | 5  |
| Leung Mei Yee                                        | Einzel BC1 | P. Soulanis            | 9:0  | 2 | 1 | Yoo W.-j.        | 0:10          | ausgeschieden | ausgeschieden | ausgeschieden | ausgeschieden | 5  |
| Yeung Hiu Lam                                        | Einzel BC2 | F. Ferreira            | 2:5  | 0 | 3 | ausgeschieden    | ausgeschieden | ausgeschieden | ausgeschieden | ausgeschieden | ausgeschieden | 17 |
| Yeung Hiu Lam                                        | Einzel BC2 | Yan Z.                 | 0:8  | 0 | 3 | ausgeschieden    | ausgeschieden | ausgeschieden | ausgeschieden | ausgeschieden | ausgeschieden | 17 |
| Kwok Hoi Ying                                        | Einzel BC2 | R. Mezik               | 0:10 | 0 | 3 | ausgeschieden    | ausgeschieden | ausgeschieden | ausgeschieden | ausgeschieden | ausgeschieden | 17 |
| Kwok Hoi Ying                                        | Einzel BC2 | T. Hirose              | 0:9  | 0 | 3 | ausgeschieden    | ausgeschieden | ausgeschieden | ausgeschieden | ausgeschieden | ausgeschieden | 17 |
| Ho Yuen Kei                                          | Einzel BC3 | A. Ntenta              | 6:1  | 2 | 1 | G. Polychronidis | 2:2*          | ausgeschieden | ausgeschieden | ausgeschieden | ausgeschieden | 5  |
| Ho Yuen Kei                                          | Einzel BC3 | P. Cilissen            | 4:3  | 2 | 1 | G. Polychronidis | 2:2*          | ausgeschieden | ausgeschieden | ausgeschieden | ausgeschieden | 5  |
| Leung Yuk Wing                                       | Einzel BC4 | C. Morfi-Metzou        | 13:2 | 2 | 2 | S. McGuire       | 4:2           | P. Larpyen    | 7:4           | S. Andrejcik  | 4:3           |    |
| Leung Yuk Wing                                       | Einzel BC4 | D. Vieira              | 5:3  | 2 | 2 | S. McGuire       | 4:2           | P. Larpyen    | 7:4           | S. Andrejcik  | 4:3           |    |
| Leung Yuk Wing                                       | Einzel BC4 | Seo H.                 | 4:6  | 2 | 2 | S. McGuire       | 4:2           | P. Larpyen    | 7:4           | S. Andrejcik  | 4:3           |    |
| Lau Wai Yan                                          | Einzel BC4 | D. Jose Pinto          | 9:2  | 1 | 3 | ausgeschieden    | ausgeschieden | ausgeschieden | ausgeschieden | ausgeschieden | ausgeschieden | 9  |
| Lau Wai Yan                                          | Einzel BC4 | S. McGuire             | 4:5  | 1 | 3 | ausgeschieden    | ausgeschieden | ausgeschieden | ausgeschieden | ausgeschieden | ausgeschieden | 9  |
| Lau Wai Yan                                          | Einzel BC4 | P. Clara               | 3:5  | 1 | 3 | ausgeschieden    | ausgeschieden | ausgeschieden | ausgeschieden | ausgeschieden | ausgeschieden | 9  |
| Lau Wai Yan Leung Yuk Wing Wong Kwan Hang            | Doppel BC4 | Portugal               | 6:2  | 1 | 3 | —                | —             | ausgeschieden | ausgeschieden | ausgeschieden | ausgeschieden | 5  |
| Lau Wai Yan Leung Yuk Wing Wong Kwan Hang            | Doppel BC4 | Slowakei               | 1:4  | 1 | 3 | —                | —             | ausgeschieden | ausgeschieden | ausgeschieden | ausgeschieden | 5  |
| Lau Wai Yan Leung Yuk Wing Wong Kwan Hang            | Doppel BC4 | Vereinigtes Königreich | 2:2* | 1 | 3 | —                | —             | ausgeschieden | ausgeschieden | ausgeschieden | ausgeschieden | 5  |
| Kwok Hoi Ying Leung Mei Yee John Loung Yeung Hiu Lam | Team BC1/2 | Brasilien              | 4:5  | 1 | 2 | Argentinien      | 4:6           | ausgeschieden | ausgeschieden | ausgeschieden | ausgeschieden | 5  |
| Kwok Hoi Ying Leung Mei Yee John Loung Yeung Hiu Lam | Team BC1/2 | Spanien                | 6:3  | 1 | 2 | Argentinien      | 4:6           | ausgeschieden | ausgeschieden | ausgeschieden | ausgeschieden | 5  |

### Bogenschießen
| Athleten       | Wettbewerb    | Qualifikation | Qualifikation | 1. Runde | 1. Runde | Achtelfinale | Achtelfinale | Viertelfinale | Viertelfinale | Halbfinale    | Halbfinale    | Finale        | Finale        | Rang |
| Athleten       | Wettbewerb    | Ringe         | Rang          | Gegner   | Ergebnis | Gegner       | Ergebnis     | Gegner        | Ergebnis      | Gegner        | Ergebnis      | Gegner        | Ergebnis      | Rang |
| -------------- | ------------- | ------------- | ------------- | -------- | -------- | ------------ | ------------ | ------------- | ------------- | ------------- | ------------- | ------------- | ------------- | ---- |
| Frauen         |               |               |               |          |          |              |              |               |               |               |               |               |               |      |
| Choi Yuen Lung | Compound Open | 642           | 11            | —        | —        | Lin Y.       | 130:141      | ausgeschieden | ausgeschieden | ausgeschieden | ausgeschieden | ausgeschieden | ausgeschieden | 9    |

### Leichtathletik
Laufen
| Athleten     | Wettbewerb | Vorlauf | Vorlauf | Halbfinale | Halbfinale | Finale  | Finale | Rang |
| Athleten     | Wettbewerb | Zeit    | Rang    | Zeit       | Rang       | Zeit    | Rang   | Rang |
| ------------ | ---------- | ------- | ------- | ---------- | ---------- | ------- | ------ | ---- |
| Frauen       |            |         |         |            |            |         |        |      |
| Yam Kwok Fan | 100 m T36  | 16,15 s | 4       | —          | —          | 16,48 s | 8      | 8    |
| Yam Kwok Fan | 200 m T36  | 34,73 s | 5       | —          | —          | 34,87 s | 8      | 8    |

### Reiten
| Athleten                                         | Wettbewerb(e)            | Punkte/Prozent | Rang |
| ------------------------------------------------ | ------------------------ | -------------- | ---- |
| Pui Ting Natasha Tse mit New Washingtons Edition | Individual Test-Grade Ia | 63,261 %       | 23   |

### Rollstuhlfechten
| Männer                                         |                    |                            |       |                |               |               |               |                     |               |    |
| Tam Chik Sum                                   | Degen Einzel B     | O. Naumenko                | 4:5   | ausgeschieden  | ausgeschieden | ausgeschieden | ausgeschieden | ausgeschieden       | ausgeschieden | 9  |
| Tam Chik Sum                                   | Degen Einzel B     | Y. Ifebe                   | 3:5   | ausgeschieden  | ausgeschieden | ausgeschieden | ausgeschieden | ausgeschieden       | ausgeschieden | 9  |
| Tam Chik Sum                                   | Degen Einzel B     | D. Coutya                  | 2:5   | ausgeschieden  | ausgeschieden | ausgeschieden | ausgeschieden | ausgeschieden       | ausgeschieden | 9  |
| Tam Chik Sum                                   | Degen Einzel B     | A. Pranevich               | 5:4   | ausgeschieden  | ausgeschieden | ausgeschieden | ausgeschieden | ausgeschieden       | ausgeschieden | 9  |
| Chan Wing Kin                                  | Florett Einzel A   | Sun Gang                   | 2:5   | ausgeschieden  | ausgeschieden | ausgeschieden | ausgeschieden | ausgeschieden       | ausgeschieden | 9  |
| Chan Wing Kin                                  | Florett Einzel A   | D. Tokatlian               | 5:4   | ausgeschieden  | ausgeschieden | ausgeschieden | ausgeschieden | ausgeschieden       | ausgeschieden | 9  |
| Chan Wing Kin                                  | Florett Einzel A   | E. Lambertini              | 4:5   | ausgeschieden  | ausgeschieden | ausgeschieden | ausgeschieden | ausgeschieden       | ausgeschieden | 9  |
| Chan Wing Kin                                  | Florett Einzel A   | M. Kavalenia               | 5:3   | ausgeschieden  | ausgeschieden | ausgeschieden | ausgeschieden | ausgeschieden       | ausgeschieden | 9  |
| Chan Wing Kin                                  | Florett Einzel A   | D. Pender                  | 0:5   | ausgeschieden  | ausgeschieden | ausgeschieden | ausgeschieden | ausgeschieden       | ausgeschieden | 9  |
| Cheong Meng Chai                               | Florett Einzel A   | R. Osvath                  | 0:5   | ausgeschieden  | ausgeschieden | ausgeschieden | ausgeschieden | ausgeschieden       | ausgeschieden | 11 |
| Cheong Meng Chai                               | Florett Einzel A   | M. Nalewajek               | 0:5   | ausgeschieden  | ausgeschieden | ausgeschieden | ausgeschieden | ausgeschieden       | ausgeschieden | 11 |
| Cheong Meng Chai                               | Florett Einzel A   | Ye Ruyi                    | 3:5   | ausgeschieden  | ausgeschieden | ausgeschieden | ausgeschieden | ausgeschieden       | ausgeschieden | 11 |
| Cheong Meng Chai                               | Florett Einzel A   | P. Gilliver                | 5:3   | ausgeschieden  | ausgeschieden | ausgeschieden | ausgeschieden | ausgeschieden       | ausgeschieden | 11 |
| Cheong Meng Chai                               | Florett Einzel A   | M. Betti                   | 2:5   | ausgeschieden  | ausgeschieden | ausgeschieden | ausgeschieden | ausgeschieden       | ausgeschieden | 11 |
| Chan Wing Kin                                  | Säbel Einzel A     | Cheong M. C.               | 4:5   | ausgeschieden  | ausgeschieden | ausgeschieden | ausgeschieden | ausgeschieden       | ausgeschieden | 9  |
| Chan Wing Kin                                  | Säbel Einzel A     | L. Lemoine                 | 5:2   | ausgeschieden  | ausgeschieden | ausgeschieden | ausgeschieden | ausgeschieden       | ausgeschieden | 9  |
| Chan Wing Kin                                  | Säbel Einzel A     | Tian J.                    | 2:5   | ausgeschieden  | ausgeschieden | ausgeschieden | ausgeschieden | ausgeschieden       | ausgeschieden | 9  |
| Chan Wing Kin                                  | Säbel Einzel A     | G. Pylarinos-Markantonatos | 5:3   | ausgeschieden  | ausgeschieden | ausgeschieden | ausgeschieden | ausgeschieden       | ausgeschieden | 9  |
| Chan Wing Kin                                  | Säbel Einzel A     | A. Demchuk                 | 1:5   | ausgeschieden  | ausgeschieden | ausgeschieden | ausgeschieden | ausgeschieden       | ausgeschieden | 9  |
| Cheong Meng Chai                               | Säbel Einzel A     | Chan W. K.                 | 5:4   | ausgeschieden  | ausgeschieden | ausgeschieden | ausgeschieden | ausgeschieden       | ausgeschieden | 11 |
| Cheong Meng Chai                               | Säbel Einzel A     | A. Demchuk                 | 1:5   | ausgeschieden  | ausgeschieden | ausgeschieden | ausgeschieden | ausgeschieden       | ausgeschieden | 11 |
| Cheong Meng Chai                               | Säbel Einzel A     | L. Lemoine                 | 2:5   | ausgeschieden  | ausgeschieden | ausgeschieden | ausgeschieden | ausgeschieden       | ausgeschieden | 11 |
| Cheong Meng Chai                               | Säbel Einzel A     | Tian J.                    | 0:5   | ausgeschieden  | ausgeschieden | ausgeschieden | ausgeschieden | ausgeschieden       | ausgeschieden | 11 |
| Cheong Meng Chai                               | Säbel Einzel A     | G. Pylarinos-Markantonatos | 2:5   | ausgeschieden  | ausgeschieden | ausgeschieden | ausgeschieden | ausgeschieden       | ausgeschieden | 11 |
| Chan Wing Kin Cheong Meng Chai Tam Chik Sum    | Florett Mannschaft | Italien                    | 45:44 | —              | —             | China         | 26:45         | Frankreich          | 43:45         | 4  |
| Chan Wing Kin Cheong Meng Chai Tam Chik Sum    | Florett Mannschaft | Polen                      | 35:45 | —              | —             | China         | 26:45         | Frankreich          | 43:45         | 4  |
| Frauen                                         |                    |                            |       |                |               |               |               |                     |               |    |
| Yu Chui Yee                                    | Degen Einzel A     | P. Rozkova                 | 2:5   | ausgeschieden  | ausgeschieden | ausgeschieden | ausgeschieden | ausgeschieden       | ausgeschieden | 9  |
| Yu Chui Yee                                    | Degen Einzel A     | A. Veres                   | 4:5   | ausgeschieden  | ausgeschieden | ausgeschieden | ausgeschieden | ausgeschieden       | ausgeschieden | 9  |
| Yu Chui Yee                                    | Degen Einzel A     | Y. Breus                   | 2:5   | ausgeschieden  | ausgeschieden | ausgeschieden | ausgeschieden | ausgeschieden       | ausgeschieden | 9  |
| Yu Chui Yee                                    | Degen Einzel A     | M. Fidrych                 | 0:5   | ausgeschieden  | ausgeschieden | ausgeschieden | ausgeschieden | ausgeschieden       | ausgeschieden | 9  |
| Yu Chui Yee                                    | Degen Einzel A     | Bian J.                    | 5:3   | ausgeschieden  | ausgeschieden | ausgeschieden | ausgeschieden | ausgeschieden       | ausgeschieden | 9  |
| Chan Yui Chong                                 | Degen Einzel B     | S. Jana                    | 1:5   | Yao F.         | 15:13         | Zhou J.       | 14:15         | S. Briese-Baetke    | 15:14         |    |
| Chan Yui Chong                                 | Degen Einzel B     | A. Kastsiuchkova           | 2:5   | Yao F.         | 15:13         | Zhou J.       | 14:15         | S. Briese-Baetke    | 15:14         |    |
| Chan Yui Chong                                 | Degen Einzel B     | Zhou J.                    | 5:3   | Yao F.         | 15:13         | Zhou J.       | 14:15         | S. Briese-Baetke    | 15:14         |    |
| Chan Yui Chong                                 | Degen Einzel B     | A. Makrytskaya             | 5:2   | Yao F.         | 15:13         | Zhou J.       | 14:15         | S. Briese-Baetke    | 15:14         |    |
| Chan Yui Chong                                 | Degen Einzel B     | G. Dani                    | 5:2   | Yao F.         | 15:13         | Zhou J.       | 14:15         | S. Briese-Baetke    | 15:14         |    |
| Ng Justine Charissa                            | Florett Einzel A   | D. Bernard                 | 4:5   | Z. Krajnyák    | 12:15         | ausgeschieden | ausgeschieden | ausgeschieden       | ausgeschieden | 5  |
| Ng Justine Charissa                            | Florett Einzel A   | A. Halkina                 | 5:3   | Z. Krajnyák    | 12:15         | ausgeschieden | ausgeschieden | ausgeschieden       | ausgeschieden | 5  |
| Ng Justine Charissa                            | Florett Einzel A   | E. Hajmasi                 | 5:3   | Z. Krajnyák    | 12:15         | ausgeschieden | ausgeschieden | ausgeschieden       | ausgeschieden | 5  |
| Ng Justine Charissa                            | Florett Einzel A   | A. Mogos                   | 3:5   | Z. Krajnyák    | 12:15         | ausgeschieden | ausgeschieden | ausgeschieden       | ausgeschieden | 5  |
| Ng Justine Charissa                            | Florett Einzel A   | Rong J.                    | 5:4   | Z. Krajnyák    | 12:15         | ausgeschieden | ausgeschieden | ausgeschieden       | ausgeschieden | 5  |
| Yu Chui Yee                                    | Florett Einzel A   | L. Trigilia                | 5:2   | E. Hajmasi     | 15:11         | Z. Krajnyák   | 15:2          | Rong J.             | 8:15          |    |
| Yu Chui Yee                                    | Florett Einzel A   | Zhang C.                   | 5:4   | E. Hajmasi     | 15:11         | Z. Krajnyák   | 15:2          | Rong J.             | 8:15          |    |
| Yu Chui Yee                                    | Florett Einzel A   | Z. Krajnyák                | 5:3   | E. Hajmasi     | 15:11         | Z. Krajnyák   | 15:2          | Rong J.             | 8:15          |    |
| Yu Chui Yee                                    | Florett Einzel A   | M. Santos                  | 5:0   | E. Hajmasi     | 15:11         | Z. Krajnyák   | 15:2          | Rong J.             | 8:15          |    |
| Yu Chui Yee                                    | Florett Einzel A   | N. Morkvych                | 5:0   | E. Hajmasi     | 15:11         | Z. Krajnyák   | 15:2          | Rong J.             | 8:15          |    |
| Chung Yuen Ping                                | Florett Einzel B   | Yao F.                     | 1:5   | ausgeschieden  | ausgeschieden | ausgeschieden | ausgeschieden | ausgeschieden       | ausgeschieden | 11 |
| Chung Yuen Ping                                | Florett Einzel B   | S. Briese-Baetke           | 0:5   | ausgeschieden  | ausgeschieden | ausgeschieden | ausgeschieden | ausgeschieden       | ausgeschieden | 11 |
| Chung Yuen Ping                                | Florett Einzel B   | A. Makrytskaya             | 0:5   | ausgeschieden  | ausgeschieden | ausgeschieden | ausgeschieden | ausgeschieden       | ausgeschieden | 11 |
| Chung Yuen Ping                                | Florett Einzel B   | B. Vio                     | 0:5   | ausgeschieden  | ausgeschieden | ausgeschieden | ausgeschieden | ausgeschieden       | ausgeschieden | 11 |
| Chung Yuen Ping                                | Florett Einzel B   | I. Khetsuriani             | 4:5   | ausgeschieden  | ausgeschieden | ausgeschieden | ausgeschieden | ausgeschieden       | ausgeschieden | 11 |
| Chan Yui Chong                                 | Florett Einzel B   | M. Makowska                | 5:0   | I. Khetsuriani | 15:5          | Zhou J.       | 9:15          | Yao F.              | 11:15         | 4  |
| Chan Yui Chong                                 | Florett Einzel B   | G. Dani                    | 5:4   | I. Khetsuriani | 15:5          | Zhou J.       | 9:15          | Yao F.              | 11:15         | 4  |
| Chan Yui Chong                                 | Florett Einzel B   | C. Demaude                 | 5:0   | I. Khetsuriani | 15:5          | Zhou J.       | 9:15          | Yao F.              | 11:15         | 4  |
| Chan Yui Chong                                 | Florett Einzel B   | Zhou J.                    | 5:1   | I. Khetsuriani | 15:5          | Zhou J.       | 9:15          | Yao F.              | 11:15         | 4  |
| Chan Yui Chong                                 | Florett Einzel B   | T. Pozniak                 | 5:0   | I. Khetsuriani | 15:5          | Zhou J.       | 9:15          | Yao F.              | 11:15         | 4  |
| Chan Yui Chong Yu Chui Yee Ng Justine Charissa | Degen Mannschaft   | Brasilien                  | 45:17 | —              | —             | Ungarn        | 45:34         | Volksrepublik China | 35:45         |    |
| Chan Yui Chong Yu Chui Yee Ng Justine Charissa | Degen Mannschaft   | Polen                      | 45:27 | —              | —             | Ungarn        | 45:34         | Volksrepublik China | 35:45         |    |
| Chan Yui Chong Yu Chui Yee Ng Justine Charissa | Florett Mannschaft | Italien                    | 45:43 | —              | —             | Ungarn        | 40:41         | Italien             | 44:45         | 4  |
| Chan Yui Chong Yu Chui Yee Ng Justine Charissa | Florett Mannschaft | Brasilien                  | 45:12 | —              | —             | Ungarn        | 40:41         | Italien             | 44:45         | 4  |

### Schießen
| Athleten    | Wettbewerb           | Qualifikation   | Qualifikation | Finale          | Finale        | Rang |
| Athleten    | Wettbewerb           | Ringe/ Scheiben | Rang          | Ringe/ Scheiben | Rang          | Rang |
| ----------- | -------------------- | --------------- | ------------- | --------------- | ------------- | ---- |
| Männer      |                      |                 |               |                 |               |      |
| Wong Yan Wo | 10 m Luftpistole SH1 | 554             | 19            | ausgeschieden   | ausgeschieden | 19   |

### Schwimmen
| Athleten     | Wettbewerb         | Vorlauf     | Vorlauf | Finale        | Finale        | Rang |
| Athleten     | Wettbewerb         | Zeit        | Rang    | Zeit          | Rang          | Rang |
| ------------ | ------------------ | ----------- | ------- | ------------- | ------------- | ---- |
| Männer       |                    |             |         |               |               |      |
| Tang Wai Lok | 100 m Rücken S14   | 1:04,94 min | 6       | 1:03,88 min   | 4             | 4    |
| Tang Wai Lok | 200 m Freistil S14 | 1:57,44 min | 3       | 1:56,32 min   | 1             | Gold |
| Tang Wai Lok | 200 m Lagen SM14   | 2:22,14 min | 13      | ausgeschieden | ausgeschieden | 13   |
| Choi Wa Kit  | 100 m Brust SB14   | 1:11,62 min | 9       | ausgeschieden | ausgeschieden | 9    |
| Choi Wa Kit  | 200 m Freistil S14 | 2:05,34 min | 13      | ausgeschieden | ausgeschieden | 13   |
| Choi Wa Kit  | 200 m Lagen SM14   | 2:20,64 min | 10      | ausgeschieden | ausgeschieden | 10   |

### Tischtennis
| Athleten    | Wettbewerb | Gruppenphase    | Gruppenphase | Achtelfinale | Achtelfinale | Viertelfinale | Viertelfinale | Halbfinale      | Halbfinale    | Finale        | Finale        | Rang |
| Athleten    | Wettbewerb | Gegner          | Erg.         | Gegner       | Erg.         | Gegner        | Erg.          | Gegner          | Erg.          | Gegner        | Erg.          | Rang |
| ----------- | ---------- | --------------- | ------------ | ------------ | ------------ | ------------- | ------------- | --------------- | ------------- | ------------- | ------------- | ---- |
| Frauen      |            |                 |              |              |              |               |               |                 |               |               |               |      |
| Wong Pui Yi | Einzel C5  | Zhang B.        | 0:3          | —            | —            | ausgeschieden | ausgeschieden | ausgeschieden   | ausgeschieden | ausgeschieden | ausgeschieden | 9    |
| Wong Pui Yi | Einzel C5  | K. Bessho       | 0:3          | —            | —            | ausgeschieden | ausgeschieden | ausgeschieden   | ausgeschieden | ausgeschieden | ausgeschieden | 9    |
| Ng Mui Wui  | Einzel C11 | K. Siemieniecka | 2:3          | —            | —            | —             | —             | N. Kosmina      | 2:3           | Wong Ka Man   | 3:0           |      |
| Ng Mui Wui  | Einzel C11 | Maki Ito        | 3:1          | —            | —            | —             | —             | N. Kosmina      | 2:3           | Wong Ka Man   | 3:0           |      |
| Wong Ka Man | Einzel C11 | N. Kosmina      | 2:3          | —            | —            | —             | —             | K. Siemieniecka | 1:3           | Ng Mui Wui    | 0:3           | 4    |
| Wong Ka Man | Einzel C11 | D. Nowacka      | 3:2          | —            | —            | —             | —             | K. Siemieniecka | 1:3           | Ng Mui Wui    | 0:3           | 4    |